# Záviš von Zap
Záviš von Zap (* um 1350; † 1422 in Olmütz) war ein böhmischer Theologe und Komponist.

## Leben
Záviš studierte an den Universitäten Prag, Rom und Padua. 1379 wurde er Baccalaureus, 1381 Magister und 1391 Professor an der Prager Karlsuniversität. Von 1394 bis 1402 war er Kanonikus in Olmütz, danach lebte er erneut in Prag. Letztmals wird er hier 1411 als Doktor der Theologie erwähnt. Von ihm sind einige Liebeslieder überliefert, u. a. Alle Freude verlässt mich, dessen Text einem Lied Frauenlobs folgt. Außerdem werden ihm mehrere liturgische Gesänge und lateinische Lieder zugeschrieben.